# Southwest Research Institute
El Southwest Research Institute (SwRI), amb seu a San Antonio (Texas), és una organització de recerca i desenvolupament aplicat (R+D). És una institució independent i sense ànim de lucre fundada el 1947 per l'empresari del petroli Thomas Slick, Jr.
Proporciona contractes de serveis serveis d'investigació i desenvolupament per a clients governamentals i industrials.
La SwRI inicia els contractes amb els clients sobre la base de consultes i prepara una proposta formal sobre el treball. Amb subjecció als desitjos dels clients, els programes es mantenen confidencials. Com a part d'una llarga tradició, els drets de les patents que sorgeixen de la investigació patrocinada sovint s'assignen al client. La SwRI en general conserva els drets dels avenços de l'institut finançat.
La seu de l'Institut ocupa 18,58 ha d'espai d'oficines i laboratori en més de 485,62 ha a San Antonio, al costat Oest de la ciutat. La SwRI compta amb oficines tècniques i laboratoris a Boulder, Colorado, Ann Arbor, Michigan, Warner Robins, Geòrgia, Ogden, Utah, Oklahoma City, Oklahoma, Rockville, Maryland, Minneapolis, Minnesota, Pequín, Xina, i altres llocs. L'institut també ofereix la seva experiència de monitoratge ambiental en l'eliminació de municions al dipòsit d'armament de l'exèrcit de Hermiston, Oregon i al dipòsit de residus químics de Pine Bluff, Arkansas.

## Divisions tècniques
L'institut està format per 9 divisions tècniques que ofereixen serveis per resoldre problemes multidisciplinaris en una varietat d'àrees de l'enginyeria i les ciències físiques. Més de 4.000 projectes estan actius a l'institut en un moment donat. Aquests projectes són finançats gairebé en parts iguals entre els sectors governamentals i privats. Al tancament de l'any fiscal 2011, comptava amb 3.046 empleats i els ingressos totals van ser de 581 milions de dòlars americans. L'institut ofereix més de 7 milions de dòlars per finançar la recerca innovadora a través del seu programa de recerca i desenvolupament patrocinat internament.
Una llista incompleta de les àrees de recerca inclou: ciència espacial i enginyeria; automatització, robòtica i sistemes intel·ligents; aviònica i sistemes de suport; bioenginyeria, química i enginyeria química, corrosió i electroquímica, ciències terrestres i planetàries; investigació d'emissions, enginyeria mecànica, tecnologia d'incendis; sistemes de fluids i dinàmica de màquines, i combustibles i lubricants. Altres àrees inclouen també: geoquímica i enginyeria de mines; hidrologia i geohidrologia, ciències dels materials i mecànica de fractures; exploració de petroli i gas, tecnologia d'oleoductes, modificació de superfícies i recobriments; disseny, investigació i desenvolupament de motors.
La 9 divisons del SwRI són les següents:
- Física Aplicada
- Energia aplicada
- Sistemes Intel·ligents
- Química i Enginyeria Química
- Enginyeria Mecànica
- Oficina d'Enginyeria d'Automoció (Enginyeria de motors i Recerca de Combustibles i Lubrificants)
- Solucions de defensa i intel·ligència
- Ciència i Enginyeria de l'Espai